# Kumamoto
La ciudad de Kumamoto (熊本市 Kumamoto-shi?) es la capital de la prefectura homónima en la isla de Kyushu, Japón.
Desde el año 2010, esta ciudad tiene censo de 734,294 y una densidad de 1,885.90 personas por km². El área total es de 389.36 km².
Esta ciudad surge de la fusión de tres ciudades y pueblos el 1 de octubre de 2008 y 23 de marzo de 2010: Es candidata a ser una ciudad designada por orden gubernamental el de 1 de abril de 2012.

## Historia
El 14 de abril de 2016 la ciudad fue azotada por un fuerte terremoto de 6.5 grados en la escala Richter. El sismo provocó la muerte de 9 personas y dejando heridas a otras 1000 a lo largo de la prefectura homónima. El 16 de abril de 2016 se presentó un segundo terremoto, en este caso de 7.3 grados en la escala Richter, dejando como saldo la muerte de otras 4 personas y 450 heridos; se han presentado numerosas réplicas luego de los sismos y graves daños a estructuras modernas y tradicionales como el Castillo Kumamoto. Ese mismo día, se produjo un movimiento telúrico de 7,8 grados en la escala de Richter en las costas ecuatorianas. El saldo fue de 670 personas fallecidas, miles de damnificados y severos daños materiales.

## Geografía

### Clima
| Parámetros climáticos promedio de Kumamoto (1981–2010) | Parámetros climáticos promedio de Kumamoto (1981–2010) | Parámetros climáticos promedio de Kumamoto (1981–2010) | Parámetros climáticos promedio de Kumamoto (1981–2010) | Parámetros climáticos promedio de Kumamoto (1981–2010) | Parámetros climáticos promedio de Kumamoto (1981–2010) | Parámetros climáticos promedio de Kumamoto (1981–2010) | Parámetros climáticos promedio de Kumamoto (1981–2010) | Parámetros climáticos promedio de Kumamoto (1981–2010) | Parámetros climáticos promedio de Kumamoto (1981–2010) | Parámetros climáticos promedio de Kumamoto (1981–2010) | Parámetros climáticos promedio de Kumamoto (1981–2010) | Parámetros climáticos promedio de Kumamoto (1981–2010) | Parámetros climáticos promedio de Kumamoto (1981–2010) |
| Mes                                                    | Ene.                                                   | Feb.                                                   | Mar.                                                   | Abr.                                                   | May.                                                   | Jun.                                                   | Jul.                                                   | Ago.                                                   | Sep.                                                   | Oct.                                                   | Nov.                                                   | Dic.                                                   | Anual                                                  |
| ------------------------------------------------------ | ------------------------------------------------------ | ------------------------------------------------------ | ------------------------------------------------------ | ------------------------------------------------------ | ------------------------------------------------------ | ------------------------------------------------------ | ------------------------------------------------------ | ------------------------------------------------------ | ------------------------------------------------------ | ------------------------------------------------------ | ------------------------------------------------------ | ------------------------------------------------------ | ------------------------------------------------------ |
| Temp. máx. abs. (°C)                                   | 22.5                                                   | 26.4                                                   | 27.4                                                   | 35.5                                                   | 34.4                                                   | 36.1                                                   | 38.8                                                   | 37.7                                                   | 37.0                                                   | 33.7                                                   | 28.9                                                   | 24.6                                                   | 38.8                                                   |
| Temp. máx. media (°C)                                  | 10.5                                                   | 12.1                                                   | 15.7                                                   | 21.3                                                   | 25.6                                                   | 28.2                                                   | 31.7                                                   | 33.2                                                   | 29.9                                                   | 24.6                                                   | 18.5                                                   | 13.0                                                   | 22.0                                                   |
| Temp. media (°C)                                       | 5.7                                                    | 7.1                                                    | 10.6                                                   | 15.7                                                   | 20.2                                                   | 23.6                                                   | 27.3                                                   | 28.2                                                   | 24.9                                                   | 19.1                                                   | 13.1                                                   | 7.8                                                    | 16.9                                                   |
| Temp. mín. media (°C)                                  | 1.2                                                    | 2.3                                                    | 5.6                                                    | 10.3                                                   | 15.2                                                   | 19.8                                                   | 24.0                                                   | 24.4                                                   | 20.8                                                   | 14.2                                                   | 8.3                                                    | 3.1                                                    | 12.5                                                   |
| Temp. mín. abs. (°C)                                   | -9.2                                                   | -9.2                                                   | -6.9                                                   | -2.5                                                   | 1.3                                                    | 7.1                                                    | 14.3                                                   | 15.3                                                   | 6.7                                                    | 0.5                                                    | -3.8                                                   | -7.9                                                   | -9.2                                                   |
| Lluvias (mm)                                           | 60.1                                                   | 83.3                                                   | 137.9                                                  | 145.9                                                  | 195.5                                                  | 404.9                                                  | 400.8                                                  | 173.5                                                  | 170.4                                                  | 79.4                                                   | 80.6                                                   | 53.6                                                   | 1985.9                                                 |
| Días de lluvias (≥ 0.5 mm)                             | 8.6                                                    | 9.0                                                    | 12.4                                                   | 10.9                                                   | 11.1                                                   | 14.4                                                   | 13.5                                                   | 10.7                                                   | 10.6                                                   | 6.9                                                    | 7.9                                                    | 8.2                                                    | 124.2                                                  |
| Horas de sol                                           | 132.6                                                  | 139.5                                                  | 158.5                                                  | 181.4                                                  | 187.2                                                  | 141.0                                                  | 184.5                                                  | 211.0                                                  | 175.9                                                  | 189.7                                                  | 153.0                                                  | 147.5                                                  | 2001.8                                                 |
| Humedad relativa (%)                                   | 70                                                     | 67                                                     | 67                                                     | 66                                                     | 68                                                     | 75                                                     | 77                                                     | 73                                                     | 72                                                     | 69                                                     | 72                                                     | 71                                                     | 71                                                     |
| Fuente n.º 1: Japan Meteorological Agency              |                                                        |                                                        |                                                        |                                                        |                                                        |                                                        |                                                        |                                                        |                                                        |                                                        |                                                        |                                                        |                                                        |
| Fuente n.º 2: Japan Meteorological Agency (records)    |                                                        |                                                        |                                                        |                                                        |                                                        |                                                        |                                                        |                                                        |                                                        |                                                        |                                                        |                                                        |                                                        |

### Barrios
Kumamoto se divide en sección o sector (地区), después de 1 de abril de 2012. Los nombres de los barrios son seguidos por el kanji ku (区):
- Kita-ku (北区) norte.
- Nishi-ku (西区) oeste.
- Chūō-ku (中央区) centro.
- Higashi-ku (東区) este.
- Minami-ku (南区) sur.

### Demografía
Según los datos del censo japonés, la población de Kumamoto en 2020 es de 738.865 personas.

## Transporte
El transporte público local es proporcionado por la Oficina de Transporte de la Ciudad de Kumamoto.

### Aeropuertos
El aeropuerto de Kumamoto se encuentra cerca de Mashiki.

### Ferroviario
El 12 de marzo de 2011, se completaron los trabajos en la red de shinkansen (tren bala de alta velocidad), estableciendo un enlace ferroviario directo de alta velocidad a Tokio a través de la estación Hakata de Fukuoka.
La estación JR Kumamoto ofrece conexiones ferroviarias con la extensa red ferroviaria de Japón.

### Tranvías
Los tranvías van a algunos suburbios cerca del centro de la ciudad.

### Bus
Una gran terminal de autobuses, llamada Kotsu Centre, proporciona acceso a destinos locales e interurbanos.

## Educación

### Universidades
- Universidad de Kumamoto
- Universidad de la Prefectura de Kumamoto
- Universidad de Kumamoto Gakuen
- Universidad Sojo
- Colegio Luterano Kyūshū
- Colegio Shokei
- Universidad Shokei Gakuin
- Universidad de Tokai

## Lugares de interés

### Castillo Kumamoto
El Castillo Kumamoto es el monumento más famoso localizado en esta ciudad, que ha sido abierto al público en general para recorridos turísticos.
Dentro de las murallas exteriores del castillo de Kumamoto se encuentra el Hosokawa Gyobu-tei, la antigua residencia del daimyō Higo. Esta mansión tradicional de madera tiene un hermoso jardín japonés ubicado en sus terrenos.

### Estatuas de One Piece
Las Estatuas de One Piece están repartidas por todo Kumamoto en favor del proyecto de reconstrucción de la prefectura después del gran terremoto. Hay en total 10 estatuas en varios lugares del mapa y cada una tiene un propósito.

## Deporte
En la localidad se disputa la carrera ciclista profesional Kumamoto International Road Race.

### Béisbol
- Las salamandras Hinokuni de la Liga Asiática de béisbol Kyusyu tienen su sede en Kumamoto.

### Fútbol
- Roasso Kumamoto en J.League es el club de fútbol local.

## Personas destacadas
- Kawakami Gensai
- Kumamon
- Mizuho Kusanagi
- Eiichiro Oda
- Hitomi Tanaka
- Aimer
- Kinoko Nasu

## Ciudades hermanas
- Billings
- Bristol
- Guilin
- Heidelberg, 1992[9]
- Helena, Montana
- San Antonio 1987[10]
- Ulsan, 2010